# Chevêche de Jacquinot
Athene jacquinoti
Espèce
Synonymes
- Ninox jacquinoti Bonaparte, 1850
(protonyme)

Statut de conservation UICN

 LC  : Préoccupation mineure
Statut CITES
La Chevêche de Jacquinot (Athene jacquinoti, anciennement Ninox jacquinoti) est une espèce d'oiseaux de la famille des Strigidae.

## Nomenclature
Son nom commémore le zoologiste Honoré Jacquinot (1815-1887).

## Répartition
Cette espèce est endémique des Salomon.

## Sous-espèces
D'après la classification de référence (version 14.1, 2024) de l'Union internationale des ornithologues, la Chevêche de Jacquinot possède 4 sous-espèces (ordre philogénique) :
- Athene jacquinoti eichhorni (Hartert, 1929) ;
- Athene jacquinoti mono (Mayr, 1935) ;
- Athene jacquinoti jacquinoti Bonaparte, 1850 ;
- Athene jacquinoti floridae (Mayr, 1935).